# Wekerletelep
Wekerletelep ([ˈvɛkɛɾlɛtɛlɛp]) est un quartier situé dans le 19e arrondissement de Budapest. Il tient son nom de Sándor Wekerle.